# Kamská přehradní nádrž
Kamská nebo také Permská přehradní nádrž (rusky Камское водохранилище nebo Пермское водохранилище) je přehradní nádrž na území Permského kraje v Rusku. Má rozlohu 1915 km². Je 272 km dlouhá (korytem Kamy) a maximálně 30 km široká. Průměrná hloubka je 6,3 m a maximální 30 m. Má objem 12,2 km³. Podél všech hlavních přítoků Kamy (Čusovaja se Sylvou, Obva, Iňva, Kosva, Jajva, Kondas, Čermoz) se vytvořily výrazné zálivy dlouhé 50 až 140 km a široké 10 až 15 km.

## Vodní režim
Nádrž na řece Kamě za přehradní hrází Kamské vodní elektrárny u města Perm byla naplněna v letech 1954-56. Úroveň hladiny kolísá v rozsahu 7 m. Reguluje sezónní kolísání průtoku.

### Přítoky
- Čermoz
- Čusovaja
- Iňva
- Jajva
- Kama
- Kondas
- Kosva
- Obva

## Využití
Využívá se pro energetiku, vodní dopravu a zásobování. Je zde rozvinuté rybářství (cejni, candáti, štiky, okouni, plotice). Na břehu leží města Perm, Dobrjanka, Čermoz, Berezniki, Usolje, Solikamsk.